# Borșa (Maramureș)
Pour les articles homonymes, voir Borșa.
Borșa (en hongrois Borsa et en allemand Borscha) est une ville roumaine du județ de Maramureș, dans la région historique de Transylvanie et dans la région de développement du nord-ouest.

## Géographie
La ville de Borșa est située à l'extrême-est du județ, dans la haute vallée de la Vișeu, à 78 km au sud-est de Sighetu Marmației, la capitale historique de la Marmatie et à 142 km à l'est de Baia Mare, la préfecture du județ.
Au sud de la ville, se trouvent les monts Rodna (Munții Rodnei) qui culminent au Pietrosul Rodnei à 2 303 m d'altitude. Au nord, ce sont les monts Maramureș (Munții Maramureșului) qui culminent au mont Toroiaga (Vârful Toroiag) à 1 930 m d'altitude. Ces deux massifs font partie des Carpates orientales.
Borșa est à la limite avec le județ de Suceava à l'est que l'on atteint par le col de Prislop en montant depuis Cârlibaba, avec le județ de Bistrița-Năsăud au sud, les villes de Vișeu de Sus et de Moisei à l'ouest et l'Ukraine au nord. Elle est traversée par la route nationale DN18 qui unit Sighetu Marmației et la Moldavie.
Borșa est reliée par voie ferrée avec Sighetu Marmației.
Le territoire communal inclut la ville de Borșa elle-même (21 232 habitants en 2002) ainsi que le noyau urbain de Băile Borșa (5 752 habitants en 2002).

## Histoire
La première mention écrite de la ville date de 1365.
La ville comptait jusqu'à la Seconde Guerre mondiale une importante communauté juive (2 486 personnes (22 % de la population totale) en 1930 qui a été détruite par les Nazis pendant la Shoah (166 personnes en 1956).

## Démographie

### Ethnies
Recensement de 1910 : 6 493 Roumains (69,5 %), 378 Hongrois (4 %), 2 321 Allemands (24,8 %) et 133 Ukrainiens (1,4 %).
Recensement de 1930 : 8 183 Roumains (72,9 %), 392 Hongrois (3,5 %), 96 Allemands (0,9 %), 2 483 Juifs (22,1 %) et 68 Ukrainiens (0,6 %).
Recensement de 2002 : 26 263 Roumains (97,3 %), 522 Hongrois (1,9 %) et 115 Tsiganes (0,4 %).

### Religions
En 2002, 93,1 % de la population était de religion orthodoxe et 4,1 % catholique.

## Politique
| Période                                  | Période  | Identité            | Étiquette | Qualité |
| ---------------------------------------- | -------- | ------------------- | --------- | ------- |
| Les données manquantes sont à compléter. |          |                     |           |         |
|                                          | 2012     | Cornel Remus Ștețco | PNL       |         |
| 2012                                     | 2014     | Tony Mihali         |           |         |
| Les données manquantes sont à compléter. |          |                     |           |         |
| 2016                                     | En cours | Ion-Sorin Timiș     | PSD       |         |

## Économie
L'exploitation minière fut autrefois une activité majeure dans la région mais depuis la révolution de 1989, elle a beaucoup périclité.
L'exploitation des immenses forêts (26 823 ha) est très importante. La commune possède aussi 14 181 ha de terres agricoles.
La ville possède un très grand potentiel touristique de par sa proximité avec les grands sites naturels des monts Rodnei et Maramureș.

## Station de ski
Une petite station de ski a été développée à proximité immédiate de la ville. Le domaine skiable est notamment connu pour son tremplin naturel de 50 m situé sur une colline.

## Lieux et monuments
- Église en bois de 1718, fresques murales de 1775.
- Complexe touristique.
- Parc national des Monts Rodnei.